# IC 687
IC 687 је спирална галаксија у сазвјежђу Велики медвјед која се налази на листи објеката дубоког неба у Индекс каталогу.
Деклинација објекта је + 47° 50' 53" а ректасцензија 11h 24m 17,3s. Привидна величина (магнитуда) објекта IC 687 износи 14,3 а фотографска магнитуда 15,2. IC 687 је још познат и под ознакама MCG 8-21-32, CGCG 242-33, NPM1G +48.0187, PGC 35029.